# Fortunbyen Station
|  | Fremtidig bygning Denne artikel omhandler en bygning, der er under opførelse. Det er derfor muligt, at indholdet er af spekulativ natur, og ligeledes, at indholdet kan ændre sig markant efterhånden som flere oplysninger bliver tilgængelige. |

Fortunbyen Station er en kommende letbanestation på Hovedstadens Letbane (Ring 3-letbanen) i Lyngby-Taarbæk Kommune. Stationen kommer til at ligge på Klampenborgvej lidt vest for krydset med Lundtoftegårdsvej. Den kommer til at ligge på den nordlige side af Klampenborgvej udfor AKB Lyngby og kommer til at bestå af to spor med hver sin perron.
Under planlægningen af letbanen var det meningen, at stationen skulle ligge på tankstationen Circle K's grund på hjørnet af Klampenborgvej og Lundtoftegårdsvej, så tankstationen måtte eksproprieres. Boligselskabet AKB Lyngby fik dog overbevist Hovedstadens Letbane om, at sporene godt kunne lægges udenom tankstationen, der derved fik lov at overleve. Stationen blev så flyttet lidt tilbage ad Klampenborgvej til en placering udfor Lyngbygårdsvej 126B-132C. Stationen forventes at åbne sammen med den anden del af letbanen mellem Rødovre Nord Station og Lundtofte Station i sommeren 2026.
Som et kuriosum kan det nævnes, at letbanestationen kommer til at ligge ca. 100 m fra, hvor Fortunen Station skulle have ligget på den aldrig færdiggjorte S-bane Lundtoftebanen. Banen havde grundlag i en lov fra 1951 og skulle have gået fra Jægersborg til Nærum langs med den vestlige side af Helsingørmotorvejen. Der var periodevis anlægsarbejder på banen, blandt andet i 1954 med broen for Klampenborgvej, som stationen skulle have ligget syd for. Anlægsarbejdet gik dog i stå i 1964, og i 1976 blev banen endeligt opgivet.